# 耳唇鸟巢兰
耳唇鸟巢兰（学名：Neottia tenii）为兰科鸟巢兰属下的一个种。

## 扩展阅读
- 維基物種上的相關：耳唇鸟巢兰